# Lady in the Fog
Pour plus de détails, voir Fiche technique et Distribution.
Lady in the Fog est un film britannique, réalisé par Sam Newfield, sorti en 1952.

## Synopsis
Lois Maxwell joue le rôle de Margaret « Peggy » Maybrick. Son frère a été renversé par une voiture, lors d'un très important brouillard (fog) londonien. Margaret est convaincue que ce n'était pas un accident. Elle demande alors l'aide d'un détective américain Cesar Romero en visite à Londres.

## Fiche technique
- Titre : Lady in the Fog
- Autre titre : Scotland Yard Inspector
- Réalisation : Sam Newfield
- Scénario : Orville H. Hampton et Lester Powell
- Musique : Ivor Slaney
- Photographie : Walter J. Harvey
- Montage : James Needs
- Production : Anthony Hinds
- Société de production : Hammer Films et Lippert Films
- Pays :  Royaume-Uni
- Genre : Policier
- Durée : 73 minutes
- Dates de sortie : 
  -  Royaume-Uni : 13 octobre 1952

## Distribution
- Cesar Romero : Philip « Phil » O'Dell
- Lois Maxwell : Margaret « Peggy » Maybrick
- Bernadette O'Farrell : Heather McMara
- Geoffrey Keen : Christopher Hampden
- Campbell Singer : l'inspecteur Rigby
- Alastair Hunter : le détective Sergeant Reilly
- Mary Mackenzie : Marilyn Durant
- Lloyd Lamble : Martin Sorrowby
- Frank Birch : Boswell
- Wensley Pithey : Sid
- Reed de Rouen : Connors
- Peter Swanwick : Smithers
- Lionel Harris : Allan Mellon
- Betty Cooper : Dr. Campbell